# اتحاد بيسارابيا مع رومانيا
أعلن السفاتول تسيري، الهيئة التشريعية لجمهورية مولدوفا الديمقراطية، اتحاد بيسارابيا مع رومانيا في 9 أبريل [27 مارس حسب التقويم القديم] عام 1918. كان لجمهورية مولدوفا نفس الحدود مع منطقة بيسارابيا، التي ضمتها الإمبراطورية الروسية بعد معاهدة بوخارست عام 1812 ودخلت التنظيم الإداري في البداية بصفة مقاطعة (أوبلاست) (خاضعة للحكم الذاتي حتى 1828) ولاحقًا بصفة محافظة. وتحت الحكم الروسي، طُرد العديد من التتار الأصليين من أجزاء مختلفة من بيسارابيا واستُبدل بهم مواطنون من مولدوفا ووالاشيا وبلغاريا وأوكرانيا واليونان وروسيا فضلًا عن ليبوفيين وقوزاق وغاغاوزيين وشعوب أخرى، على الرغم من أن الاستعمار لم يقتصر على الأراضي المأهولة بالتتار سابقًا. وحاولت روسيا أيضًا دمج المنطقة من خلال فرض اللغة الروسية في الشؤون الإدارية وتقييد التعليم باللغات الأخرى.
تسبب اندلاع الحرب العالمية الأولى بزيادة الوعي الوطني بين البيسارابيين، وبعد بداية الثورة الروسية في 1917، أعلنت بيسارابيا برلمانها الخاص، السفاتول تسيري، الذي أعلن جمهورية مولدوفا الديمقراطية. وبعد تدخلٍ عسكري روماني، مع إحكام سيطرة الجيش الروماني على المنطقة، صوت السفاتول تسيري لصالح الاستقلال وأعلن في 9 أبريل [27 مارس حسب التقويم القديم] 1918 الوحدة مع مملكة رومانيا. وعلى الرغم من أن التوحيد تحقق في ظل اشتراطات مختلفة، إلا أن كل هذه الشروط باستثناء الوعد بالإصلاح الزراعي، المطبق، أغفلتهم لاحقًا أقلية من السفاتول. وفي وقت لاحق، سارعت الإدارة الرومانية إلى حل المجلس ورفضت احتجاجات النواب السابقين. وفي محادثات السلام بعد الحرب العالمية الأولى، منحت القوى الأوروبية بيسارابيا لرومانيا، على الرغم من أن جمهورية روسيا الاتحادية الاشتراكية السوفيتية حديثة التشكيل، بدعم من الولايات المتحدة، لم تعترف بذلك أبدًا.
ومع ذلك، فقد تغير الوضع في بيسارابيا بعد توقيع اتفاق مولوتوف ريبنتروب بين الاتحاد السوفيتي وألمانيا النازية، اتفاقٌ أعربت الأخيرة بموجبه عن عدم اهتمامها بالمنطقة. مما سمح للاتحاد السوفيتي بإرسال بلاغ نهائي إلى رومانيا، التي باتت معزولة دبلوماسيًا مع اندلاع الحرب العالمية الثانية، في 26 يونيو 1940، طالب من خلاله ببيسارابيا وبوكوفينا الشمالية أيضًا. وبعد أن قبلته رومانيا، احتل الاتحاد السوفيتي هذه الأراضي، منهيًا الحكم الروماني في المنطقة. نُظمت بيسارابيا وقُسمت بين جمهورية أوكرانيا الاشتراكية السوفيتية وجمهورية مولدوفا الاشتراكية السوفيتية الجديدة، التي حصلت على استقلالها في 1991 باسم جمهورية مولدوفا. ومنذ ذلك الحين، ظهرت حركة أقلية ولكن متنامية معنية بإعادة توحيد المنطقة مع رومانيا، فأحيا أنصارها في رومانيا ومولدوفا احتفاءً بيوم الاتحاد، 27 مارس، ما يُعرف بيوم اتحاد بيسارابيا مع رومانيا.

## رومانيا الكبرى
جاءت الموافقة على القرار بأغلبية 86 نائبًا مقابل معارضة 3 وامتناع 36 نائبًا عن التصويت. نوقش الشرط الأول الخاص بالإصلاح الزراعي وأُقر في نوفمبر 1918، وبعد ذلك، صوت السفاتول تسيري على مشروع قانون يلغي جميع الاشتراطات الأخرى، استنادًا إلى أن رومانيا ستكون دولة ديمقراطية. صدر الحكم على التصويت، الذي جرى فيه التنازل عن الحكم الذاتي لبيسارابيا، بعدم الشرعية، لعدم تحقيقه النصاب القانوني: شارك فيه 44 عضو فقط من أصل 125 (صوتوا جميعهم «لصالح التنازل»).
أكد المؤرخ برنارد نيومان، الذي جال بكثرة في جميع أنحاء رومانيا الكبرى بواسطة الدراجة، أن التصويت يمثل الرغبة السائدة في بيسارابيا بشكل لا ريب فيه، وأن الأحداث التي أدت إلى التوحيد تشير إلى أن الإجراء لم يكن «استيلاء»، إنما إرادة طوعية من جانب شعبها.
كان على رئيس الوزراء الروماني آنذاك، ألكساندرو مارغيلومان، أن يعترف بأن التوحيد قد تقرر في رومانيا، إذ كان الزعيمان المولدوفيان، دانييل سيغوريانو وإيون إنكوليت، قلقين من أن يحث الضم العلني إلى حالة ثورية، لدرايتهما بشيوع عدم الثقة بالحكم الروماني.
وفي خريف 1919، أُجريت انتخابات عامة في بيسارابيا لانتخاب 90 نائبًا و35 عضو مجلس شيوخ إلى البرلمان الروماني - الجمعية التأسيسية. وفي 20 ديسمبر 1919، وافق الممثلون المنتخبون، إلى جانب زملائهم من المقاطعات التاريخية الأخرى، رسميًا على قوانين التوحيد التي كان قد أقرها سابقًا السفاتول تسيري والمؤتمران الوطنيان في ترانسيلفانيا وبوكوفينا.
وخلال محادثات السلام بين القوى العظمى ورومانيا، في 1 فبراير 1919، تحدث رئيس الوزراء البريطاني ديفيد لويد جورج مع أيون آي. سي. بريتيانو، بعد انسحاب وفد الحكومة الرومانية، فاقترح لويد جورج أن تعاين لجنة إقليمية مزاعم رومانيا مع اعتبار الحقائق التاريخية والإثنوغرافية والجغرافية والاستراتيجية، باستثناء السياسية منها. شُكلت اللجنة الإقليمية المعنية بالشؤون الرومانية، التي قدم من خلالها ممثلو القوى الأربع الكبرى مقترحاتهم وقرروا مستقبل الأراضي الرومانية. تشكلت اللجنة من قِبل كلايف داي وتشارلز سيمور (الولايات المتحدة الأمريكية)، والسير آير كراو وآلان ليبر (المملكة المتحدة)، وأندريه تارديو وغاي لاروش (فرنسا)، وجياكومو دي مارتينو والكونت لويجي فانوتيلي ري (إيطاليا). وخلال المناقشات، كانت القضية الوحيدة المتعلقة برومانيا التي اتفق عليها الممثلون أن تكون بيسارابيا تابعة لرومانيا. بيد أن الولايات المتحدة رفضت التوقيع على المعاهدة بحجة أن روسيا لم يكن لها تمثيل في المؤتمر. ولم تعترف روسيا الشيوعية الحديثة بحكم رومانيا على بيسارابيا، موقفٌ قبلته ضمنيًا العديد من الدول الأخرى مثل الولايات المتحدة.
اعترفت المملكة المتحدة وفرنسا وإيطاليا بهذا الاتحاد في معاهدة باريس (1920). ومع ذلك، لم تدخل المعاهدة حيز التنفيذ لأن اليابان، إحدى الدول الموقعة، لم تقر عليها. ولم تكن روسيا السوفيتية طرفًا ممثلًا في مؤتمر المعاهدة. لم تُبرم معاهدة متبادلة بين السوفييت ورومانيا بسبب مطالبات الأولى بشأن بيسارابيا. وفي ميثاق كيلوغ برييان لعام 1928 ومعاهدة لندن في يوليو 1933، وافق الاتحاد السوفيتي ورومانيا على مبدأ الحل السلمي للنزاعات الإقليمية. تشكلت ترانسنيستريا، التي كانت في ذلك الوقت جزءًا من جمهورية أوكرانيا الاشتراكية السوفيتية ضمن الاتحاد السوفيتي، باسم جمهورية مولدوفا الاشتراكية السوفيتية (1924 - 1940) بعد فشل انتفاضة تتاربونار.
أدى الإصلاح الزراعي الذي أقره السفاتول تسيري في 1918 - 1919 إلى إعادة توزيع الأراضي بين سكان الريف في المنطقة، التي شكلت 80%. استمرت العملية الفعلية حتى مطلع ثلاثينيات القرن العشرين، ولم يلاقي حينها متوسط الأراضي المخصصة الستة هكتارات المفروضة لكل فرد مؤهل. كان للقانون وقع ملحوظ في المناطق الخاضعة للسيطرة الرومانية، ليس لمصادرته الأراضي من كبار الملاك فحسب، إنما من الفلاحين الذين حصلوا على الأراضي عن طريق تقسيمات ظرفية للأراضي الزراعية خلال الثورة الروسية. شاب الإصلاح أيضًا الفساد والتخصيص التفضيلي لموظفي الدولة الرومانية وضباطها، وكذلك للنواب الذين صوتوا لصالح الاتحاد مع رومانيا في 1918 (خُصص 50 هكتارًا لكل منهم). وتحت ضغط من كبار ملاك الأراضي في الأراضي الأصلية لرومانيا، تطلب الإصلاح تعويضات تُمنح للمالكين السابقين، على عكس التصريحات السابقة للسفاتول تسيري الذي اقترح مصادرة الممتلكات أو حتى إخضاعها للملكية الاجتماعية. وفي محاولة للحصول على الاعتراف القانوني بالاتحاد، أبرمت رومانيا أيضًا اتفاقيات حكومية دولية عرضت تعويضات تفضيلية لأصحاب الجنسيات البريطانية والفرنسية والإيطالية المرحلين من أراضيهم. ارتفع معدل الإلمام بالقراءة والكتابة إلى أكثر من 40% بحلول عام 1930؛ ومع ذلك، استمرت المنطقة في تأخرها التعليمي.
في عام 1924، انتقد بان هاليبا، مؤيد قوي للاتحاد في 1918، الحكومة الرومانية لتحويلها بيسارابيا إلى «جحيم»، حيث «يعاني الشعب المولدوفي وينزف أكثر مما كان عليه في ظل النظام القيصري».